# 圣马丁勒莫勒
圣马丁勒莫勒（法語：Saint-Martin-le-Mault）是法国新阿基坦大区上维埃纳省的一个市镇，属于贝拉克区。该市镇2009年时的人口为130人。

## 人口
圣马丁勒莫勒人口变化图示
| 数据来源：INSEE |